# رون وتن
رون وتن (بالإنجليزية: Ron Wooten)‏ هو لاعب كرة قدم أمريكية أمريكي، ولد في 29 يونيو 1959 في Bourne, Massachusetts ‏ في الولايات المتحدة.

## وصلات خارجية
- رون وتن على موقع مرجع كرة القدم المحترفة.كوم (الإنجليزية)